# Дьяконово (Муромский район)
Дьяконово — деревня в Муромском районе Владимирской области России, входит в состав Борисоглебского сельского поселения.

## География
Деревня расположена на берегу речки Морозимо в 14 км на запад от центра поселения села Борисоглеб и в 26 км на северо-запад от Мурома.

## История
Согласно спискам населённых мест Владимирской губернии 1859 года в деревни Дьяконово имелось 47 дворов.
В конце XIX — начале XX века деревня входила в состав Новокотлицкой волости Муромского уезда.
С 1929 года деревня входила в состав Прудищенского сельсовета Муромского района, с 2005 года — в составе Борисоглебского сельского поселения

## Население
| 1859 | 1897 |
| ---- | ---- |
| 388  | 536  |

| 1859 | 1897 | 1905 | 1926 | 2002 | 2010 | 2021 |
| ---- | ---- | ---- | ---- | ---- | ---- | ---- |
| 388  | ↗536 | ↗640 | ↗746 | ↘17  | ↘14  | →14  |